# Quận Reagan, Texas
Quận Reagan (tiếng Anh: Reagan County) là một quận trong tiểu bang Texas, Hoa Kỳ. Quận lỵ đóng ở thành phố Big Lake6. Theo kết quả điều tra dân số năm  2000 của Cục điều tra dân số Hoa Kỳ, quận có dân số 3326 người.